# 山巔之城
山巔之城（City upon a hill）通常是指约翰·温斯罗普于1630年在一次著名布道“基督徒慈善的典范”（A Model of Christian Charity）中提到的一个惯用语。1629年馬薩諸塞公司希望移民的股東買下不準備移民者的股票，選舉温斯罗普為殖民地總督，由他領導移民到馬薩諸塞灣殖民地。温斯罗普于1630年布道時，引用了《馬太福音》5章14节耶穌的《登山宝训》中关于盐和光的隐喻：“你们是世上的光。城立在山巔，是不能隐藏的。”来提醒在北美洲新英格兰建立馬薩諸塞灣殖民地的清教徒殖民者，他们的新社区将成为一座“山巔之城”，被全球矚目：這成為新英格蘭殖民者置於其山丘首府波士頓的理想。清教徒新英格蘭社區將設置公共慈善事業，親情，團結的樣子走向世界，或者如果清教徒沒有遵守他們與上帝的約定，將受到神的審判。

## “基督徒慈善的典范”讲道
|  | 我们必须认识到我们将成为一座山巔之城。所有人的眼睛都在看着我们。因此如果我们在我们所作的这件事上对我们的上帝虚妄……我们将成为全世界的傳說和笑柄。我们将使敌人开口说毁谤上帝道路的话……我们将使上帝許多可敬的仆人臉面慚愧，使他們的禱告化成對我們的詛咒，直至我們離開正前往的美好土地。 |

温斯罗普相信所有民族都与上帝有契约。因为英格兰已经亵渎了这个宗教契约，所以清教徒必须离开这个国家。这表达了清教徒的一个信条——由于英國聖公會接受天主教仪式，已经从恩典中堕落。

## 美国政治中的引用
這个比喻是美國例外論的早期例子，山巔之城也已成為美國政治人物的流行語。
约翰·肯尼迪在他就任美國總統前11天，對马萨诸塞州议会的演说中，引用温斯罗普的著名的“山巔之城”演说。在演说中，肯尼迪称，他希望他的政府拥有4个基本品质 ：勇气、判断、正直和奉献。
美国总统罗纳德·里根曾數次引用温斯罗普的演说，如他在1980年美国总统选举投票前夕的演說A Vision for America（對美國的願景），以及1989年的告别演说，但是他强调了他自己对这个惯用语的解释。
美國參議員巴拉克·歐巴馬在麻薩諸塞大學波士頓分校2006年的畢業典禮演講中也提到此說，勉勵來自各國的畢業生在山巔之城找到成功。
參議員米特·羅姆尼在2016年將這句話納入對唐納德·川普競選總統的譴責中，指他沒有當總統所需要的氣質及判斷力，他的個人特質將意味著美國將不再是一座閃耀的山巔之城。